# Edward Felix Norton
Edward Felix Norton DSO MC, britanski general in gornik, * 21. februar 1884, † 3. november 1954.

## Življenjepis
Po študiju na Kraljevi vojaški akademiji, Woolwich je postal častnik Kraljeve artilerije v Britanski Indiji; udeležil se je tudi bojev med prvo svetovno vojno.
Vzporedno z vojaško kariero se je ukvarjal z gorništvom, v katerega ga je uvedel njegov stari oče, Alfred Wills. Zaradi izkušenj je postal član dveh britanskih ekspedicij na Mount Everest v letih 1922 in 1924, na katerih je obakrat prišel celo visoko. Njegov rekord 8573 mnm je bil gorniški svetovni rekord vse do neuspešne švicarske ekspedicije leta 1952. Leta 1924 je tudi prevzel poveljstvo ekspedicije, potem ko je general Charles Granville Bruce zbolel. Po vrnitvi ekspedicije je bil Norton pohvaljen za ukrepanje po izginotju Maloryja in Irvina.
Pozneje v vojaški karieri je bil: poveljnik artilerije 1. pehotne divizije (1932–1934), generalštabni častnik v Poveljstvu Aldershot (1934–1938), kraljev pribočnik (1937–1938), poveljnik okrožja Madras (1938–1940), v.d. guvernerja Hong Konga (1940–1941) in nato do upokojitve poveljnik Zahodnega samostojnega okrožja Indije (1942).